# Liste der Bürgermeister von Alphen
Dieses ist die Liste der Bürgermeister von Alphen in der niederländischen Provinz Südholland bis zur Auflösung der Gemeinde am 1. Januar 1918.
| Amtszeit  | Name                                    | Partei oder Strömung | Anmerkungen |
| --------- | --------------------------------------- | -------------------- | --- |
| 18??–1836 | J. J. Ooijkaas                          |                      | |
| 1836–1849 | A. Lemzon Pijnaker                      |                      | anfangs kommissarisch                                                                                           |
| 1849–1863 | J. T. Roos                              |                      | |
| 1863–1871 | L. W. Varoissieau                       |                      | |
| 1871–1895 | A. P. Zaalberg                          |                      | während seiner Amtszeit auch Bürgermeister von Aarlanderveen                                                    |
| 1895–1898 | Pieter van Outeren                      |                      | vorher Bürgermeister von Heerjansdam                                                                            |
| 1898–1901 | Jacob van Dijk                          |                      | vorher Gemeindesekretär in Alphen                                                                               |
| 1901–1917 | Carl Wilhelm Christiaan Theodoor Visser |                      | vorher Bürgermeister von Hemelumer Oldeferd und Wonseradeel, anschließend Bürgermeister von Alphen aan den Rijn |